# Whyle
Whyle – przysiółek w Anglii, w hrabstwie Herefordshire. Whyle jest wspomniana w Domesday Book (1086) jako Huilech.